# لوني (سين ومارن)

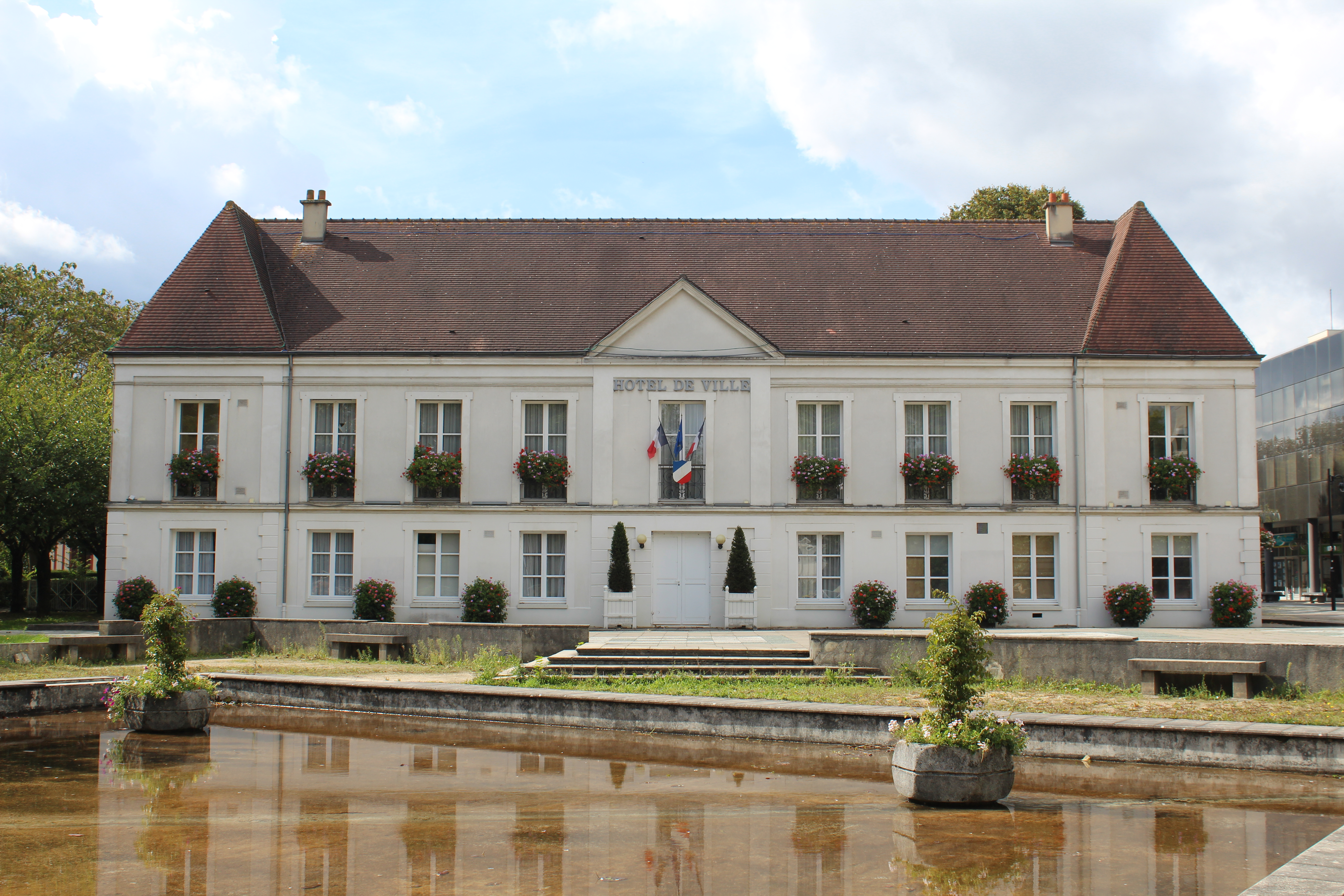
المقر القديم للبلدية

لوني (بالفرنسية: Lognes)‏، هي بلدية فرنسية في الضواحي الشرقية لباريس، فرنسا. وهي تقع في إقليم سين ومارن التابع  لمنطقة إيل دو فرانس.

## روابط خارجية
- الموقع الرسمي